# 7 Rhöner FRANK’en
Die 7 Rhöner FRANK'en sind eine Blasmusikgruppe aus Poppenhausen (Wasserkuppe) in der Rhön. Das Ensemble besteht aus sieben Musikern.

## Geschichte
Die 7 Rhöner FRANK'en wurden im Dezember 2018 gegründet. Die Namensgebung der Musikgruppe setzt sich aus drei Komponenten zusammen. Die „7“ repräsentiert die Anzahl der Musiker, „Rhöner“ steht für den Entstehungsort und „FRANK'en“ für den Jubilar Frank Unger, dessen 50. Geburtstag den Anlass für die Gründung der Gruppe bildete. Aus einer zuerst einmalig angedachten Besetzung etablierte sich eine feststehende Formation mit regelmäßigen Auftritten.
Im Mai 2022 brachten die 7 Rhöner FRANK'en eine erste eigene CD mit dem Titel „Auftakt“ und 14 Musikstücken auf den Markt. Die CD wurde durch den Musikverlag Scherbacher produziert und veröffentlicht.

## Stil
Die Arrangements der Gruppe umfassen sowohl bekannte Musikstücke wie den Böhmischen Traum, als auch eigene Kompositionen. Bandmitglied Sagert schreibt die musikalischen Arrangements entsprechend der siebenköpfigen Besetzung um, was der Gruppe einen eigenen Stil verleiht. Neben instrumentalen Einlagen präsentiert die Musikgruppe auch gesangliche Darbietungen, sowohl solistisch als auch im Duett.

## Auftritte
Die 7 Rhöner FRANK'en zeichnet sich vorwiegend durch regionale Auftritte, unter anderem auf der Landesgartenschau, aus. Sie traten auf überregionaler Ebene im Hofbräuhaus in München auf. Die Musik des Ensembles wird regelmäßig auf dem Radiosender BR Heimat ausgestrahlt.
Am 29. Oktober 2023 nahmen die 7 Rhöner FRANK'en am Grand Prix der Blasmusik in Kempten (Allgäu) teil und traten dort als   eine der vier Finalisten auf.

## Diskografie
Alben
- 2022: Auftakt
- 2024: Musik ist Trumpf